# جورج ماديسون (لاعب كرة قدم)
جورج ماديسون (بالإنجليزية: George Maddison)‏ (14 أغسطس 1902 في المملكة المتحدة - 18 مايو 1959) هو لاعب كرة قدم بريطاني (وحمل سابقاً جنسية المملكة المتحدة لبريطانيا العظمى وأيرلندا) في مركز حراسة المرمى. لعب مع توتنهام هوتسبير وهال سيتي.